# Newton Heath F.C. mùa bóng 1901–02
Mùa giải 1901-1902 là mùa thứ mười của Newton Heath trong giải Liên đoàn bóng đá và mùa giải thứ tám trong giải bóng đá hạng hai.Đây cũng là mùa giải cuối cùng đội bóng mang tên Newton Heath.Đội bóng kết thúc mùa giải với vị trí thứ 15, tránh xuống hạng bởi chỉ có năm điểm. Tại giải FA Cup, Đội bóng đã bị đánh bật ra khỏi giải bởi Lincoln City, thua 2-1 trong vòng trung gian.
Câu lạc bộ cũng tham gia tại giải Lancashire Senior Cup và Manchester Senior Cup trong mùa giải 1901–02. Đội bóng chỉ lọt vào vòng thứ hai của Lancashire Cup, trước khi thua 5-0 bởi Southport Central, nhưng sự thành công thực sự đến trong giải Manchester Cup, trong đó Đội bóng đánh bại Bolton Wanderers sau trận đá lại trong trận bán kết, trước khi đánh bại Manchester City với tỷ số 2-1 trong trận chung kết.
Câu lạc bộ đã đấu tranh về tài chính trong suốt mùa giải, và đã được đưa ra tòa bởi chủ tịch William Healey, với khoảng nợ hơn 242£ 17s 10d của Ông gánh cho Câu lạc bộ trong tháng 1 năm 1902. Không thể trả nợ vì số nợ lên đến 2.600£, câu lạc bộ đã tuyên bố phá sản. Hai tháng sau, đội trưởng câu lạc bộ là Harry Stafford tiếp tục quản lý Câu lạc bộ để tranh thủ sự giúp đỡ của Nhà máy bia Manchester của John Henry Davies, Ông đã kết hợp với ba Công ty khác ở địa phương, đầu tư tổng cộng 2.000£ cho Câu lạc bộ. Davies trở thành chủ tịch mới của Câu lạc bộ và Câu lạc bộ được đổi tên thành "Manchester United".

## Giải bóng đá hạng hai (Second Division)
| Thời gian                 | Đối thủ              | H/A | Tỷ số Bt-Bb | Cầu thủ ghi bàn                                     | Số lượng khán giả |
| ------------------------- | -------------------- | --- | ----------- | --------------------------------------------------- | ----------------- |
| 7 tháng 9 năm 1901        | Gainsborough Trinity | H   | 3 – 0       | Preston (2), Lappin                                 | 10,000            |
| 14 tháng 9 năm 1901       | Middlesbrough        | A   | 0 – 5       |                                                     | 12,000            |
| 21 tháng 9 năm 1901       | Bristol City         | H   | 1 – 0       | Griffiths                                           | 6,000             |
| 28 tháng 9 năm 1901       | Blackpool            | A   | 4 – 2       | Preston (2), Schofield, own goal                    | 4,000             |
| 5 tháng 10 năm 1901       | Stockport County     | H   | 3 – 3       | Schofield, Smith, Preston                           | 5,000             |
| 12 tháng 10 năm 1901      | Burton United        | A   | 0 – 0       |                                                     | 3,000             |
| 19 tháng 10 năm 1901      | Glossop              | A   | 0 – 0       |                                                     | 5,000             |
| 26 tháng 10 năm 1901      | Doncaster Rovers     | H   | 6 – 0       | Coupar (2), Schofield, Griffiths, Preston, own goal | 7,000             |
| 9 tháng 11 năm 1901       | West Bromwich Albion | H   | 1 – 2       | Fisher                                              | 13,000            |
| 16 tháng 11 năm 1901      | Woolwich Arsenal     | A   | 0 – 2       |                                                     | 3,000             |
| 23 tháng 11 năm 1901      | Barnsley             | H   | 1 – 0       | Griffiths                                           | 4,000             |
| ngày 30 tháng 11 năm 1901 | Leicester Fosse      | A   | 2 – 3       | Cartwright (2)                                      | 4,000             |
| 7 tháng 12 năm 1901       | Preston North End    | A   | 1 – 5       | Preston                                             | 3,000             |
| 21 tháng 12 năm 1901      | Burslem Port Vale    | H   | 1 – 0       | Richards                                            | 3,000             |
| 26 tháng 12 năm 1901      | Lincoln City         | A   | 0 – 2       |                                                     | 4,000             |
| 1 tháng 1 năm 1902        | Preston North End    | H   | 0 – 2       |                                                     | 10,000            |
| 4 tháng 1 năm 1902        | Gainsborough Trinity | A   | 1 – 1       | Lappin                                              | 2,000             |
| 18 tháng 1 năm 1902       | Bristol City         | A   | 0 – 4       |                                                     | 6,000             |
| ngày 25 tháng 1 năm 1902  | Blackpool            | H   | 0 – 1       |                                                     | 3,000             |
| 1 tháng 2 năm 1902        | Stockport County     | A   | 0 – 1       |                                                     | 3,000             |
| 11 tháng 2 năm 1902       | Burnley              | H   | 2 – 0       | Lappin, Preston                                     | 1,000             |
| 15 tháng 2 năm 1902       | Glossop              | H   | 1 – 0       | Erentz                                              | 4,000             |
| 22 tháng 2 năm 1902       | Doncaster Rovers     | A   | 0 – 4       |                                                     | 3,000             |
| 1 tháng 3 năm 1902        | Lincoln City         | H   | 0 – 0       |                                                     | 6,000             |
| 8 tháng 3 năm 1902        | West Bromwich Albion | A   | 0 – 4       |                                                     | 8,000             |
| 15 tháng 3 năm 1902       | Woolwich Arsenal     | H   | 0 – 1       |                                                     | 3,000             |
| 17 tháng 3 năm 1902       | Chesterfield         | A   | 0 – 3       |                                                     | 2,000             |
| 22 tháng 3 năm 1902       | Barnsley             | A   | 2 – 3       | Cartwright, Higson                                  | 2,500             |
| 28 tháng 3 năm 1902       | Burnley              | A   | 0 – 1       |                                                     | 3,000             |
| 29 tháng 3 năm 1902       | Leicester Fosse      | H   | 2 – 0       | Griffiths, Hayes                                    | 2,000             |
| 7 tháng 4 năm 1902        | Middlesbrough        | H   | 1 – 2       | Erentz (pen.)                                       | 2,000             |
| 19 tháng 4 năm 1902       | Burslem Port Vale    | A   | 1 – 1       | Coupar                                              | 2,000             |
| 21 tháng 4 năm 1902       | Burton United        | H   | 3 – 1       | Cartwright, Griffiths, Preston                      | 500               |
| 23 tháng 4 năm 1902       | Chesterfield         | H   | 2 – 0       | Coupar, Preston                                     | 2,000             |

| #  | Câu lạc bộ      | Tr | T  | H | B  | Bt | Bb | Hs  | Điểm |
| -- | --------------- | -- | -- | - | -- | -- | -- | --- | ---- |
| 14 | Leicester Fosse | 34 | 12 | 5 | 17 | 38 | 56 | -18 | 29   |
| 15 | Newton Heath    | 34 | 11 | 6 | 17 | 38 | 53 | -15 | 28   |
| 16 | Chesterfield    | 34 | 11 | 6 | 17 | 47 | 68 | -21 | 28   |

## FA Cup
| Thời gian            | Vòng đấu        | Đối thủ      | H/A | Tỷ số Bt-Bb | Cầu thủ ghi bàn | Số lượng khán giả |
| -------------------- | --------------- | ------------ | --- | ----------- | --------------- | ----------------- |
| 14 tháng 12 năm 1901 | Vòng trung gian | Lincoln City | H   | 1 – 2       | Fisher          | 4,000             |